# Akustische Mikroskopie

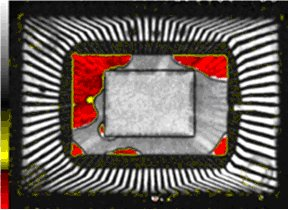
Abb. 1: Akustisches Bild eines integrierten Schaltkreises mit Materialablösungen im Inneren (rot).

Die akustische Mikroskopie ist ein zerstörungsfreies, bildgebendes Verfahren, das Ultraschall sehr hoher Frequenz verwendet, um Bilder aus dem Inneren eines Objekts zu erzeugen. Die laterale Detailauflösung erreicht die eines klassischen Lichtmikroskops, die Tiefenauflösung ist weitaus besser. Sie wird auch Ultraschallmikroskopie oder Akustomikroskopie genannt, oft mit dem Zusatz Raster- (z. B. in Rasterultraschallmikroskopie), um die Funktionsweise näher zu beschreiben. Die englische Bezeichnung für die akustische Mikroskopie ist meist scanning acoustic microscopy und wird mit (SAM) abgekürzt. Gebräuchlich ist aber auch die Bezeichnung acoustic micro imaging oder kurz AMI.
Sie ist geeignet, um Defekte zu erkennen und Materialeigenschaften oder -veränderungen zu analysieren.
Da das Verfahren besonders effizient auf Grenzflächen zwischen fester bzw. flüssiger Materie und Gas reagiert, wird es häufig im Bereich der Elektronik und Halbleitertechnik zur Fehleranalyse eingesetzt (vgl. Abb. 1), um Ablösungen, Risse und Hohlräume zu finden. Aber auch in den Materialwissenschaften wird die akustische Mikroskopie zur Untersuchung von Metallgefügen oder von Keramiken eingesetzt. In der biologischen und medizinischen Forschung können lebende Zellen ohne Einbettung, Trocknung oder Färbung untersucht werden.

## Ultraschall

Abb. 2: Akustisches Frequenzspektrum

Als Schall wird physikalisch die Ausbreitung von Druck- und Dichteschwankungen in einem Medium bezeichnet. In homogenen Medien breitet sich Schall geradlinig aus und lässt sich durch Linsen fokussieren. Im Frequenzbereich zwischen 20 Hz und 20 kHz spricht man von Hörschall und damit von unterschiedlich hohen Tönen (vgl. Abb. 2). Darüber liegt der Ultraschall-Bereich. Bekannte Anwendungsbeispiele sind z. B. Ultraschallreinigungsbäder (Frequenz 10–30 kHz) oder die Sonografie in der medizinischen Untersuchung (Frequenzbereich 1–40 MHz). Die akustische Mikroskopie nutzt Frequenzen bis in den Gigahertzbereich. Mit der Frequenz steigt die erreichbare Auflösung, aber auch die Dämpfung: Während sich Infraschall in der Atmosphäre über Tausende Kilometer ausbreitet, so müssen Gase ab einer Frequenz von 10 MHz stark komprimiert werden, um Schall übertragen zu können. Im GHz-Bereich sinkt die Reichweite selbst in kondensierter Materie auf weit unter einen Millimeter. Bei den höchsten Frequenzen ist die Dämpfung von Schallwellen in Flüssigkeiten fast so hoch wie die von Scherwellen, die sich bei niedrigen Frequenzen nur in Festkörpern ausbreiten können.

## Aufbau und Funktionsweise eines Ultraschallmikroskops

Abb. 3: Funktionsweise eines akustischen Mikroskops

Das akustische Mikroskop nutzt die Möglichkeit der Ausbreitung von Ultraschall in einem Festkörper. Hierzu wird ein kurzer Ultraschallimpuls in die Probe gesendet und die Wechselwirkung an Grenzflächen zwischen verschiedenen Materialien (z. B. Einschlüssen oder Fehlstellen) untersucht. Das Ultraschallsignal kann im Inneren der Probe reflektiert, gestreut oder absorbiert werden.

### Signalerzeugung und -fokussierung
Mit einem Sender werden kurze elektrische Hochfrequenz-Signale erzeugt und an den Schallwandler (Transducer) weitergeleitet. Der Schallwandler ist ein piezoelektrischer Kristall und besteht je nach verwendetem Frequenzbereich aus unterschiedlichen Materialien. Der Schallwandler erzeugt aus den kurzen elektrischen Signalen des Senders kurze Pulse mit einer Dauer von 20 bis 100 ns (Nanosekunden) aus hochfrequenten Ultraschallwellen und gibt diese an die direkt mit dem Ultraschallwandler verbundenen akustische Linse weiter. Mehrere tausend Schallimpulse pro Sekunde werden dabei ausgesendet.
Die Unterseite der Linse ist zur Fokussierung der Ultraschallwellen konkav geformt, wobei der Krümmungsradius je nach verwendeter Frequenz von unter 100 µm bis zu wenigen Millimetern betragen kann. Ein Kopplungsmedium (meist Wasser) überträgt die Ultraschallwellen zum abzubildenden Objekt. Die Wellen werden an der Oberfläche und an inneren Grenzflächen reflektiert (siehe Abschnitt Wechselwirkungsarten in der Probe). Der gleiche Ultraschallwandler wandelt die reflektierten akustischen Wellen wieder in elektrische Signale, die vom Empfänger zeitaufgelöst ausgewertet werden. 
Rastert man den Ultraschallkopf mit einem XY-Scanner zeilenweise über die Probe, so erhält man nacheinander Informationen über die verschiedenen Probenbereiche und kann daraus ein Bild berechnen. Dieses wird häufig als Graustufen- oder Falschfarbenbild dargestellt (Abb. 1).

### Wechselwirkungsarten in der Probe
Trifft das Ultraschallsignal auf eine Grenzfläche zwischen zwei verschiedenen Materialien, so wird ein Teil des Ultraschallsignals reflektiert, während der Rest durchgelassen wird (Abb. 4a). Bei einem Hohlraum können sich die Ultraschallwellen nicht weiter in der ursprünglichen Richtung ausbreiten. Es kommt zu einer Totalreflexion des Signals (Abb. 4b). Strukturen unterhalb des Hohlraumes werden nicht erreicht und können so nicht analysiert werden. Ist die Grenzfläche (z. B. ein Riss) zur Richtung der Signalausbreitung gekippt, so wird das reflektierte Signal in eine andere Richtung zurückgestrahlt (Abb. 4c). Je nach Neigung der Fläche könnte das reflektierte Signal ggf. nicht mehr mit dem Detektor aufgefangen werden. Trifft der Schall auf im Vergleich zur verwendeten Wellenlänge feine Strukturen, so wird der Schall in alle Richtungen gestreut und damit in seiner Intensität stark geschwächt (Abb. 4d).

Abb. 4a: Wechselwirkung von Ultraschall an einer Grenzfläche
Abb. 4b: Totalreflexion von Ultraschall an einem Hohlraum
Abb. 4c: Totalreflexion von Ultraschall an einem schräg verlaufenden Riss
Abb. 4d: Streuung des Ultraschallsignals an sehr feinen Strukturen

### Das Messsignal

Abb. 5a: Entstehung des Messsignals in der akustischen Mikroskopie (ohne Defektstelle).

Abb. 5b: Entstehung des Messsignals in der akustischen Mikroskopie (mit Defektstelle).

Das Messsignal enthält Informationen zu Laufzeit, Amplitude und Polarität (Vorzeichen) der reflektierten Schallwelle. Zur Auswertung wird die Amplitude des Signals in Abhängigkeit von der Zeit aufgetragen.
Das zeitlich erste Signal stammt von der Reflexion des Schalls an der Probenoberfläche (rotes Signal in Abb. 5a). Ohne zusätzliche Inhomogenitäten in der Probe wird das Schallsignal erst wieder an der Unterseite der Probe reflektiert (grünes Signal in Abb. 5a). Bei bekannter Schallgeschwindigkeit liefert die Laufzeitdifferenz der beiden Signale von der Ober- bzw. Unterseite der Probe Auskunft über die Dicke der Probe. Befindet sich innerhalb der Probe ein Defekt, so kommt es an jeder Grenzfläche zwischen zwei Materialien zu einer Reflexion des Schalls (Abb. 5b). Dieses wird auch im Messsignal (blaues Signal in Abb. 5b) deutlich. Im dargestellten Fall gibt es eine Reflexion an der Oberseite und an der Unterseite der Fehlstelle. Anhand der Laufzeit kann wiederum die Lage (Tiefe) einer Grenzfläche oder Fehlstelle bestimmt werden.
Die Amplitude (Stärke des Signals) gibt Hinweise zu den Materialeigenschaften der an der Grenzfläche beteiligten Materialien (siehe auch Abschnitt Theorie der Schallausbreitung in einer Probe). Größere Unterschiede in der akustischen Impedanz erzeugen auch eine stärkere Reflexion und damit eine größere Amplitude des reflektierten Signals.
Durchläuft der Schall eine Grenzfläche von einem Medium geringerer Dichte in ein dichteres Medium, so entspricht die Form des Signals dem ursprünglich ausgesendeten Signal (rotes Signal in Abb. 5a bzw. 5b). Beim Übergang von einem Material höherer Dichte in ein Material geringerer Dichte kommt es hingegen zu einem Wechsel der Polarität, d. h. das Vorzeichen des Signals ändert sich (grünes Signal der Unterseite der Probe in Abb. 5a bzw. 5b). Bei einem Einschluss kommt es normalerweise zu zwei Signalen unterschiedlicher Polarität (blaues Signal in Abb. 5b), die jeweils von der Oberseite und von der Unterseite der Fehlstelle stammen.

## Betriebsarten
Bei der akustischen Mikroskopie werden verschiedene Betriebsarten (engl. Mode) unterschieden. Die wichtigsten Betriebsarten sind:
- A-Mode: Darstellung der Signalamplitude in Abhängigkeit von der Zeit
- B-Mode: Akustisches Tiefenprofil (vertikaler Schnitt)
- C-Mode: Horizontales akustisches Schnittbild
- T-Mode: akustisches Transmissionsbild
- ToF-Mode: Time of Flight, Darstellung eines Höhen-/Tiefenbildes

### A-Mode
Bei der Betriebsart A-Mode (A = Amplitude) wird der Schallkopf nicht bewegt. Man erhält somit Informationen für die Position unterhalb des Schallkopfes. Im A-Mode erhält man keine Bilder, sondern eine Signaldarstellung wie im vorangegangenen Abschnitt Das Messsignal beschrieben (Abb. 5a/b).

### Akustisches Tiefenprofil (B-Mode)
Bei der Verwendung des B-Modes (B=brightness) wird der Schallkopf entlang einer Zeile über die Probe geführt. An jedem Punkt dieser Zeile wird nacheinander, wie oben beschrieben, ein zeitlich aufgelöstes Messsignal aufgenommen. Die Stärke des Signals (Amplitude) wird dann unterschiedlichen Graustufen zugeordnet. Ein Bild, in dem nach rechts die Position des Messkopfes und nach unten die Laufzeit (Tiefe) aufgetragen ist, entspricht einem vertikalen Schnittbild oder Tiefenprofil durch das Bauteil. Diese Art der Bilderzeugung eignet sich zum Beispiel, um eine Bauteilverkippung darzustellen.
Da das für die Untersuchung verwendete Signal 1.5 bis 3 Perioden enthält, ergeben sich im vertikalen Schnittbild pro Grenzfläche immer mehrere kurz aufeinander folgende Linien.

### Akustisches (horizontales) Schnittbild (C-Mode)

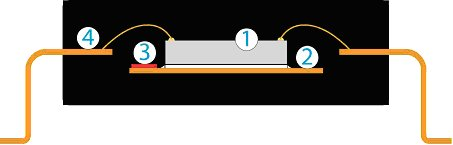
Abb. 6a: Querschnitt durch ein elektronisches Bauteil

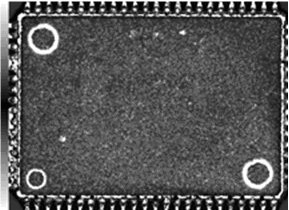
Abb. 6b: akustisches Bild der Oberfläche des ICs

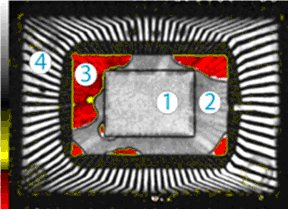
Abb. 6c: akustisches Bild mit Materialablösung (rot)

Bei der Abbildung im C-Mode wird der Schallkopf mit einem xy-Scanner über die Probenoberfläche gerastert. Für jeden Messpunkt wird wiederum ein zeitlich aufgelöstes Messsignal aufgenommen. Innerhalb dieses Signals wird ein Fenster (gate) gesetzt. Nur Informationen mit Laufzeiten innerhalb dieses Fensters werden für die Abbildung (horizontales Schnittbild) genutzt. Je nach Lage der Fenster können unterschiedliche Tiefenbereiche der Probe abgebildet werden.
Am einfachsten ist dieses an einem Beispiel eines elektronischen Bauteils zu erklären. Die Abb. 6a zeigt einen schematischen Querschnitt durch einen integrierten Schaltkreis (IC). Benutzt man für die Abbildung ein Fenster in dem nur die Signale enthalten sind, die von der Oberfläche des Bauteils stammen (rote Signale in Abb. 5a/5b), so bekommt man ein akustisches Bild der Oberfläche des ICs (Abb. 6b). Dieses Bild entspricht weitgehend dem optischen Eindruck des Bauteils. Zu erkennen sind die großen kreisförmigen Vertiefungen in der Oberfläche der Vergussmasse. Die drei kleineren weißen Strukturen im oberen Teil des Bildes werden durch Hohlräume (in die Vergussmasse eingeschlossene Gasblasen) direkt unter der Oberfläche verursacht.
Verschiebt man das Fenster in einen anderen Laufzeitbereich des Messsignals (z. B. um das blaue Signal in Abb. 5b), so wird ein Schnittbild in einer anderen Tiefe des Bauteils erzeugt. In der Abb. 6c wurde dazu eine Falschfarbenkodierung der maximalen Signalstärke verwendet. Die Zuordnung ist in der Skala am linken Bildrand zu erkennen. Die Grenzfläche zwischen der Vergussmasse und der Silizium-Chipoberfläche (1) erscheint aufgrund der relativ hohen Signalreflexion hell. Gleiches gilt auch an der Grenzfläche zur Grundplatte (2) und den fingerartigen Zuleitungen (4). Da die Zuleitungen (4) aus Kupfer sind, erscheinen diese im Bild noch etwas heller als die Grenzfläche zum Silizium. Die roten Bereiche im Bild (3) entsprechen ebenfalls einer hohen reflektierten Signalstärke, allerdings mit negativem Vorzeichen des Signals. Dieses entspricht einer Totalreflexion an einer Grenzfläche zu einem Hohlraum (Materialablösung).
Die drei dunklen Flecken im oberen Teil des Bildes in Abb. 6c werden durch Abschattungen des Signals hervorgerufen. Diese entstehen durch eine Totalreflexion des Signals an den drei kleinen Hohlräumen unterhalb der Oberfläche (vgl. Abb. 6b). Die darunter liegenden Strukturen können nicht mehr untersucht werden. Auch in den Ecken erkennt man, dass oberhalb der Untersuchungsebene angeordnete Inhomogenitäten (z. B. die Vertiefungen in der Oberfläche der Vergussmasse) das Bild stören können.

### Andere Abbildungsarten
Neben den oben aufgeführten Funktionsarten können auch ganze dreidimensionale Datensätze gespeichert werden und tomografisch ausgewertet werden. Bei einigen akustischen Mikroskopen ist es zudem möglich einen zweiten Schallkopf unterhalb der Probe anzuordnen und parallel zum oberen Schallkopf zu bewegen. Das so entstehende Transmissionsbild (T-mode) zeigt die Absorption bzw. Abschattung der Schallwellen in der Probe. In einfachen Fällen stellt sie ein Negativbild des Reflexionsbildes dar.

## Probenvoraussetzung und Vorbereitung
Proben benötigen vor der Untersuchung keine besondere Vorbehandlung, aber sie sollten zumindest eine kurze Behandlung mit Wasser oder einer anderen Flüssigkeit ohne Veränderung überstehen. Die Flüssigkeit ist zur Einkopplung der akustischen Energie notwendig, da Luft ein sehr schlechter Überträger von Schall mit hohen Frequenzen ist. Die Probe kann bei der Messung vollständig in Wasser eingetaucht werden oder mit einem schmalen Wasserstrahl abgerastert werden. Alternativ können Alkohole oder andere Flüssigkeiten verwendet werden, um die Probe nicht zu verändern.
Die Proben besitzen in der Regel mindestens eine flache Oberfläche, die abgerastert wird. Oberhalb der zu untersuchenden Ebene dürfen sich keine Risse oder Hohlräume befinden, da diese zu einer Abschattung des Signals führen. Inhomogenitäten wie z. B. Füllstoffe oder eine Oberflächenrauheit, die in der Größenordnung der verwendeten Wellenlänge liegt, können zu Streuungen des Signals und damit zu Problemen bei der Interpretation der Ergebnisse führen.

## Anwendungen
Aufgrund der Möglichkeit der zerstörungsfreien Untersuchung und visuellen Darstellung von inneren Strukturen wird das akustische Mikroskop in der Halbleiterindustrie zur Qualitätskontrolle und Fehleranalyse eingesetzt. Häufig wird es für die Analyse von Defekten (z. B. Ablösungen, Risse und Hohlräume) verwendet, wenngleich ein akustisches Mikroskop auch dazu eingesetzt werden kann, um die Lage und Position der verwendeten Komponenten im Inneren eines elektronischen Bauteils zu überprüfen. Daneben wird es auch zur Abbildung von gedruckten Leiterplatten und anderen Baugruppen genutzt.
Im Bereich der Materialwissenschaften erlauben akustische Bilder die mikroskopische Gefügestruktur in Metallen darzustellen oder Keramiken auf Hohlräume oder Mikrorisse zu überprüfen.
Außerhalb der technischen Anwendungen gibt es weitere Anwendungsgebiete in der Medizin. Ein Hauptanliegen der osteologischen Forschung ist die Beurteilung von Knochengewebe, insbesondere von neugebildeten Knochen. Mikroskopische Strukturmerkmale, wie sie mittels akustischer Mikroskopie erhalten werden, bestimmen die Mechanik des Knochens.
Viele Strukturen lebender Zellen haben Abmessungen im Mikrometerbereich. Kleine Strukturelemente unterscheiden sich häufig stark in ihren elastischen Eigenschaften. Da die Proben in Wasser eingebettet sind und weder getrocknet noch angefärbt oder dem Vakuum ausgesetzt werden müssen, ist die Untersuchung am lebenden Material möglich.

## Vergleich Akustische Mikroskopie – Sonografie
Wenngleich beide Verfahren Ultraschall zur Abbildung verwenden, gibt es doch deutliche Unterschiede. Ein Unterschied ist sicherlich die Frequenz und damit die erreichbare Auflösung, die beim Ultraschallmikroskop deutlich höher ist. Gleichzeitig erlaubt die hohe Frequenz aber nur die Untersuchung sehr oberflächennaher Strukturen, die für die medizinische Sonografie in keiner Weise ausreichen würden.
Ein anderer großer Unterschied ist die Art der Rasterung. Während bei der akustischen Mikroskopie der Schallkopf mechanisch über die Probe geführt wird, werden in der Sonografie Sektorscanner oder Phased Arrays eingesetzt, bei denen der Ultraschall von einem festen Schallkopf elektronisch in verschiedene Richtungen geschwenkt wird. Typisch ist damit bei der Sonografie ein akustischer Schnitt in die Tiefe, während die akustische Mikroskopie horizontale Schnitte erstellt.
Deutliche Unterschiede ergeben sich aber auch aufgrund der untersuchten Materialien. Da der biologische Körper selbst zu einem großen Teil aus Wasser besteht, ist die Einkopplung von Ultraschall hier wesentlich einfacher als bei technischen Festkörpern. Außerdem treten in Festkörpern bei jeder Schallreflexion Modenumwandlungen des Signals auf (z. B. longitudinal nach transversal), die bei weicher Materie nicht vorkommen.

## Theorie der Schallausbreitung in einer Probe
| Material       | 106 kg/(m2s) |
| -------------- | ------------ |
| Luft           | 0,00         |
| Wasser (20 °C) | 1,48         |
| Epoxydharz     | 3,12         |
| Harz für ICs   | 6,76         |
| Glas           | 15,04        |
| Aluminium      | 16,90        |
| Silizium       | 20,04        |
| Al2O3          | 39,56        |
| Kupfer         | 41,83        |
| Gold           | 62,53        |

Ein wichtiger Parameter für die Beschreibung der Schallausbreitung ist die akustische Impedanz {\displaystyle Z}. Sie ist definiert durch die Formel {\displaystyle Z_{F}=\rho \cdot v}, wobei {\displaystyle \rho } der Dichte des Materials und {\displaystyle v} der Schallgeschwindigkeit in diesem Material entspricht. Breiten sich nun Schallwellen ausgehend von einem Material mit der akustischen Impedanz {\displaystyle Z_{1}} in ein anderes Material mit der akustischen Impedanz {\displaystyle Z_{2}} aus, so wird ein Teil des Signals an der Grenzfläche reflektiert. Der Anteil der reflektierten Strahlung {\displaystyle R} bzw. der durchgelassenen Strahlung {\displaystyle T} errechnet sich durch die folgenden Formeln
{\displaystyle R={\frac {Z_{2}-Z_{1}}{Z_{1}+Z_{2}}}\qquad {\text{bzw.}}\qquad T={\frac {2Z_{2}}{Z_{1}+Z_{2}}}.}
Hieraus ergibt sich, dass immer dann eine Reflexion auftritt, wenn sich die akustische Impedanz zweier Materialien an einer Grenzfläche unterscheidet. Die Reflexion ist umso stärker, je größer der Unterschied in der akustischen Impedanz der beiden beteiligten Materialien ist. Schall ist besonders gut geeignet, um Risse, Ablösungen und Hohlräume zu detektieren, da es beim Übergang zwischen einem Material und einem Gas (akustische Impedanz {\displaystyle Z_{2}=0}) zu einer Totalreflexion kommt.
Geht der Schall von einem dichteren Medium in ein Medium mit geringerer akustischen Impedanz über, so kommt es ebenfalls zu einer Reflexion an der Grenzfläche. Da in diesem Fall {\displaystyle Z_{1}>Z_{2}} ist, wird die Variable {\displaystyle R} negativ, wodurch sich die Polarität der Welle ändert (negatives Signal).